# Stefan Frenkel
Stefan Frenkel (* 21. November 1902 in Warschau; † 1. März 1979 in New York City) war Geiger, Geigenlehrer und Komponist jüdischen Glaubens.

## Leben und Wirken
Stefan Frenkel nahm seinen ersten Geigenunterricht bei seinem Onkel Moritz Frenkel und debütierte in Warschau mit dem Violinkonzert von Peter Tschaikowsky. Von 1919 bis 1921 studierte er Geige bei Adolf Busch und bei Carl Flesch in Berlin, wobei er bei Friedrich Ernst Koch Kompositionsunterricht an der Berliner Musikhochschule nahm. Von 1924 bis 1927 war Frenkel als Konzertmeister der Dresdner Philharmonie beschäftigt, diese Tätigkeit übte Frenkel gleichzeitig mit Szymon Goldberg aus. Daneben trat er in Dresden als Solist und Kammermusiker auf. Ab 1927 war er auch als Lehrer am Klindworth-Scharwenka-Konservatorium tätig. Er wurde Mitglied in der Internationalen Gesellschaft für Neue Musik und wirkte auch an deren Festivals mit, wobei er mit dem Dresdner Pianisten und Veranstalter Paul Aron zusammenarbeitete. So traten sie gemeinsam im Rahmen des Konzertzyklus „Neue Musik Paul Aron“ auf und spielten Werke von Karol Rathaus, Paul Amadeus Pisk, Béla Bartók, Philipp Jarnach, Hermann Reutter und Maurice Ravel. Frenkel führte in Dresden die Erstaufführung der „Phantasie“ für Violine und Orchester von Josef Suk auf. Des Weiteren nahm er an den Aufführungen von Werken Paul Hindemiths teil. 1927 organisierte Frenkel in Dresden die Erstaufführung des Konzertes für Violine und Blasorchester von Kurt Weill und 1929 realisierte er in Dresden die Erstaufführung seines Konzert für Violine und Streichorchester.
Nach der Machtübernahme der Nationalsozialisten war für ihn nur noch die Konzerttätigkeit im Rahmen der Veranstaltungen des Jüdischen Kulturbundes möglich. Für diesen wirkte er 1934 im Berliner Beethoven-Saal, in Frankfurt am Main, in Karlsruhe und in Würzburg, 1935 spielte er in Köln. Ein angekündigtes Konzert in Dresden 1935 fand nicht mehr statt. Er emigrierte in die Schweiz und wurde Konzertmeister im Orchestre de la Suisse Romande in Genf. 1936 ging er ins US-amerikanische Exil und war von 1936 bis 1940 erster Konzertmeister der Metropolitan Opera in New York. Anschließend wirkte er als Konzertmeister (in der Oper in Rio de Janeiro und in Santa Fe), als Geigenlehrer (1964–1968 an der Princeton University) und als Solist und Kammermusiker. Am 1. März 1979 verstarb er in New York.

## Werke
Stefan Frenkel komponierte ein Violinkonzert, eine Violinsonate, Kammermusik und Klavierstück.